# Strangalia nigrocaudata
Strangalia nigrocaudata är en skalbaggsart som beskrevs av Leon Fairmaire 1887. Strangalia nigrocaudata ingår i släktet Strangalia och familjen långhorningar. Inga underarter finns listade i Catalogue of Life.